# بوی او
بوی او (انگلیسی: Her Smell) فیلمی مستقل در ژانر درام به کارگردانی الکس راس پری است که در سال ۲۰۱۸ منتشر شد.

## بازیگران
- الیزابت ماس
- کارا دلوین
- دن استیونز
- اگنس دین
- اشلی بنسون
- ویرجینیا مادسن
- امبر هرد
- اریک استولتس
- اکا داروایل